# Darmian (Verwaltungsbezirk)
Darmian (persisch شهرستان درمیان) ist ein Schahrestan in der Provinz Süd-Chorasan im Iran. Er enthält die Stadt Asadiyeh, welche die Hauptstadt des Verwaltungsbezirks ist.

## Demografie
Bei der Volkszählung 2016 betrug die Einwohnerzahl des Schahrestan 53.714. Die Alphabetisierung lag bei 83 Prozent der Bevölkerung. Knapp 27 Prozent der Bevölkerung lebten in urbanen Regionen.
| Zensusjahr | Einwohnerzahl |
| ---------- | ------------- |
| 2011       | 55.080        |
| 2016       | 53.714        |